# Josh Freese
Josh Freese (Orlando, Florida, 25 de diciembre de 1972) es un baterista de sesión y compositor estadounidense. Es miembro permanente de The Vandals y Devo. También fue el baterista de Nine Inch Nails (desde finales de 2005 hasta finales de 2008), A Perfect Circle (desde 1999 hasta 2012, y desde 2024), y de Guns N' Roses (desde mediados de 1998 hasta 2000). Además, desde el 2003, se ha convertido en el baterista de estudio de The Offspring. En total, Freese ha aparecido en aproximadamente 400 grabaciones. En diciembre de 2010, Josh comenzó a viajar con Paramore en su gira sudamericana, reemplazando temporalmente al baterista Zac Farro. Desde 2023 hasta 2025 fue miembro de Foo Fighters, reemplazando al fallecido Taylor Hawkins.

## Discografía

### En Solitario
- Destroy Earth As Soon As Possible (1998, como "Princess")[2]
- The Notorious One Man Orgy (2000)[3]
- Since 1972 (2009)[4]
- My New Friends (2011)[5]